# Jojo Carrier
Jojo Carrier es una deportista canadiense que compitió en natación sincronizada. Ganó dos medallas de plata en el Campeonato Mundial de Natación de 1973, en las pruebas solo y dúo.

## Palmarés internacional
| Campeonato Mundial | Campeonato Mundial    | Campeonato Mundial | Campeonato Mundial |
| Año                | Lugar                 | Medalla            | Prueba             |
| ------------------ | --------------------- | ------------------ | ------------------ |
| 1973               | Belgrado (Yugoslavia) | Medalla de plata   | Solo               |
| 1973               | Belgrado (Yugoslavia) | Medalla de plata   | Dúo                |